# Сура Аль-Джасійя
Сура Аль-Джасійя (араб. سورة الجاثية‎) або Схилена на коліна — сорок п'ята сура Корану. Мекканська, містить 37 аятів.